# 中国共产党胶东区委员会
中国共产党胶东区委员会，简称中共胶东区委或胶东区党委，中国共产党于1938年12月至1950年5月间在山东省胶东地区的领导机构，1939年7月后正式名称改为中共中央山东分局第三区委员会。

## 成立背景
中共胶东区委的前身是成立于1933年的中共胶东特委，胶东特委曾几经破坏重建。1938年2月，胶东特委书记理琪在雷神庙战斗中牺牲，曹漫之被推举为代理特委书记。1938年5月，中共苏鲁豫皖边区省委将王文委任为胶东特委书记，王文是由中共中央委派到山东开辟抗日根据地的陕北干部之一。通过五年时间的经营，中共在胶东地区具有相当完备的各级组织，而且胶东特委还拥有山东人民抗日救国军第三军等武装力量。

## 历史

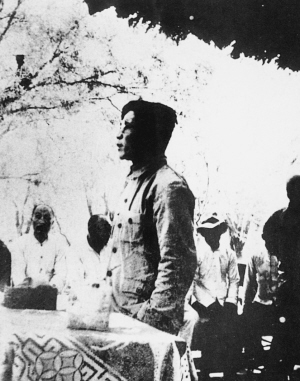
王文在胶东区第一次党代会上讲话

1938年8月，中共苏鲁豫皖边区省委决定在中共胶东特委的基础上组建胶东区委，以加强中国共产党对整个胶东的领导。1938年12月，边区省委改为中共山东分局，随后，根据山东分局的指示中共胶东区第一次党员代表大会在掖县葛城村召开。大会选举产生了中国共产党胶东区委员会（简称中共胶东区委或胶东区党委），原胶东特委书记王文被选举为书记；王文、高锦纯、吕志恒、林一山、宋澄、贺致平、曹漫之为常委；柳运光、于克恭、李紫辉、高嵩、于己午、于烺为执委；孙端夫、丛祺滋为候补执委。胶东区党委隶属中共山东分局，是山东抗日根据地建立的第一个区党委。
1939年7月12日，中共胶东区委按照山东分局的决定改称“山东分局第三区委员会”，但仍习称中共胶东区委，王文仍任书记。1940年夏，胶东区委根据上级党组织的指示，到平度、招远、莱阳、掖县间的大泽山开辟根据地。1940年9月，林浩被上级党组织委派到胶东任区党委书记，王文改任副书记。
1950年5月，中共山东分局撤销中共胶东区委，其所属地委合并成立文登、莱阳、胶州三个地委，胶东区委将所属人员被分流安置。

## 下级党委
1939年1月5日，胶东区党委撤销中共文登中心县委，成立中共东海特委，于克恭任书记，负责领导文登、荣成、威海、牟平、海阳等县的中共党组织。

## 历任区委书记
| 任次 | 姓名   | 生卒年         | 在任时间              | 简介                                                                                          |
| ---- | ------ | -------------- | --------------------- | --------------------------------------------------------------------------------------------- |
| 1    | 王文   | 1911年－1943年 | 1938年12月－1940年9月 | 陕西省绥德县人，1938年5月出任中共胶东特委书记，1938年12月胶东特委改组为胶东区委，王文仍任书记 |
| 2    | 林浩   | 1916年－1996年 | 1940年9月－1947年底   | 山东省牟平县人，                                                                              |
| 3    | 舒同   | 1905年－1998年 | 1948年1月－1948年5月  | 江西省东乡县人，代理书记                                                                      |
| 4    | 向明   | 1909年－1969年 | 1948年6月－1949年‬3月  | 山东省临朐县人                                                                                |
| 5    | 赖可可 | 1910年－1987年 | 1949年4月－1949年6月  | 广东省大埔县人，                                                                              |